# 萌え萌え2次ラジオ☆デラックス
萌え萌え2次ラジオ☆デラックス(もえもえにじらじお でらっくす)は、2008年5月8日から同12月25日まで放送された、萌え萌え2次大戦(略)シリーズに関連したインターネットラジオ番組である。

## 概要
途中、2008年10月2日放送分の第11回からリニューアルされ、それまでの隔週配信から毎週配信となり、タイトルも、も〜っと！萌え萌え2次ラジオ☆デラックス(も〜っと もえもえにじらじお でらっくす)に改められた。

通算放送回数は22回。その他、後述するスペシャル版が1回放送された。

## パーソナリティ
- 成瀬未亜（隊長）（てんざん、シン役）
- 見習いTai たいいん（アシスタント）
  - 1号 - 朝樹りさ（朝樹・サンバ・りさ）
  - 2号 - 上田朱音（上田・マンボ・朱音）

## テーマ曲

### 第1期
- ハガネノオトメ

### 第2期
- ユウキノオマジナイ☆（歌：成瀬未亜）

## コーナー
この番組では各コーナーをミッションと呼んでいる。
- にゅーたい式

普通のお便りやゲストを紹介するコーナー。投稿採用者には萌えラジTai入隊認定証（第1期）、萌えラジ隊にゅーたい章ピンバッジ（第2期）が与えられる。
- 戦場に萌えろ!（第2回 - 第9回）

リスナーの日々のストレスを発散させるコーナー。
- 前説3分コーナー 極めろ!萌え戦道（第2回 - 第10回）

見習いたいいん2人による攻略バトルの途中結果を中心とした番組の前説コーナー。第2期ではこのコーナーはなくなり、見習いたいいん2人も本編に加わった。
- みんなで覚える【萌え戦略】講座（仮タイトル：求ム!補給物資）（第4回 - 第21回）

鋼の乙女のモデルを紹介するコーナー。最後にゲストにクイズが出題され、正解するとゲストに、不正解ならパーソナリティに補給物資が与えられる。以前は負けた方に対し罰ゲーム補給物資が与えられた。
- 萌え2次☆デラックス・ラジオドラマ（第12回 - 第20回）

萌え萌え2次大戦(略)に関するラジオドラマ。ゲームとは異なったパラレルワールド的設定で展開する。
- 戦場からのラブレター（第14回 -）

鋼の乙女がラブレターを朗読する。
- 隊長、ニュースですっ!!!（第17回 -）

萌え萌え2次大戦(略)シリーズの最新情報を紹介する。

## ゲスト（名誉隊員）
ゲストは、登場した順に「第〜期名誉隊員」と呼ばれる。
- 第10期 - 小清水祐果（アリス、クラレンス役）（第19回、第20回）
- 第9期 - 宮沢ゆあな（ネコ、マチルダ、レイ役）（第17回、第18回）
- 第8期 - 電撃PlayStation編集部マサコ（第15回、第16回）
- 第7期 - 水原薫（燕役）（第13回、第14回）
- 第6期 - 日高里菜（チハ役）（第9回、第10回）
- 第5期 - 小林眞紀（フェアリー、やまと役）（第7回、第8回）
- 第4期[4] - 藤森ゆき奈（エイミー役）（第5回、第6回）
- 第3期 - 櫻井浩美（ルーデル、ルリ役）（第3回、第4回）
- 第2期 - 西村文子（西P）（シリーズプロデューサー）（第2回、第21回、第22回）
- 第1期 - 落合祐里香（エーリヒ役）（第1回、第2回）

## イベント
- 萌え戦略☆デラックス コンシューマ化記念 公開録音イベント（2008年4月27日）

放送第1回、第2回の収録を行った。
- 萌え戦略☆デラックス プライベートイベント 秋葉原会戦・夏の陣!!（2008年8月30日）

放送第9回、第10回の収録を行った。

## 備考
- 番組に連動して、見習いTai たいいんによる「見習いのぶろぐ」が公開されていた。内容はコンシューマー版が発売される前にPC版の攻略を終えてしまおうというものであった。第1期で終了している。
- 第1回、第2回は先に成瀬、朝樹、上田による解説ありの通常版が配信され、翌週にノーカット版が配信された。そのため第3回の配信まで含めると5週連続の更新となった。
- 2008年7月31日から1週間、パーソナリティとアシスタントが入れ替わった構成のスペシャル版が配信された。